# Silnice II/109
Silnice II/109 je česká silnice II. třídy ve Středočeském kraji v okrese Benešov. Vede z Poříčí nad Sázavou do Chocerad a cestou kříží dálnici D1 (s nájezdem). S délkou 11 km patří mezi velmi krátké silnice.

## Trasa

### Středočeský kraj

#### Okres Benešov
- Poříčí nad Sázavou
  - navázání na II/603
  - úsek staré budějovické silnice s mostem císaře Františka Josefa přes Sázavu
  - centrum obce
  - podjezd pod silnicí I/3
- Čerčany (podjezd pod jižním zhlavím nádraží)

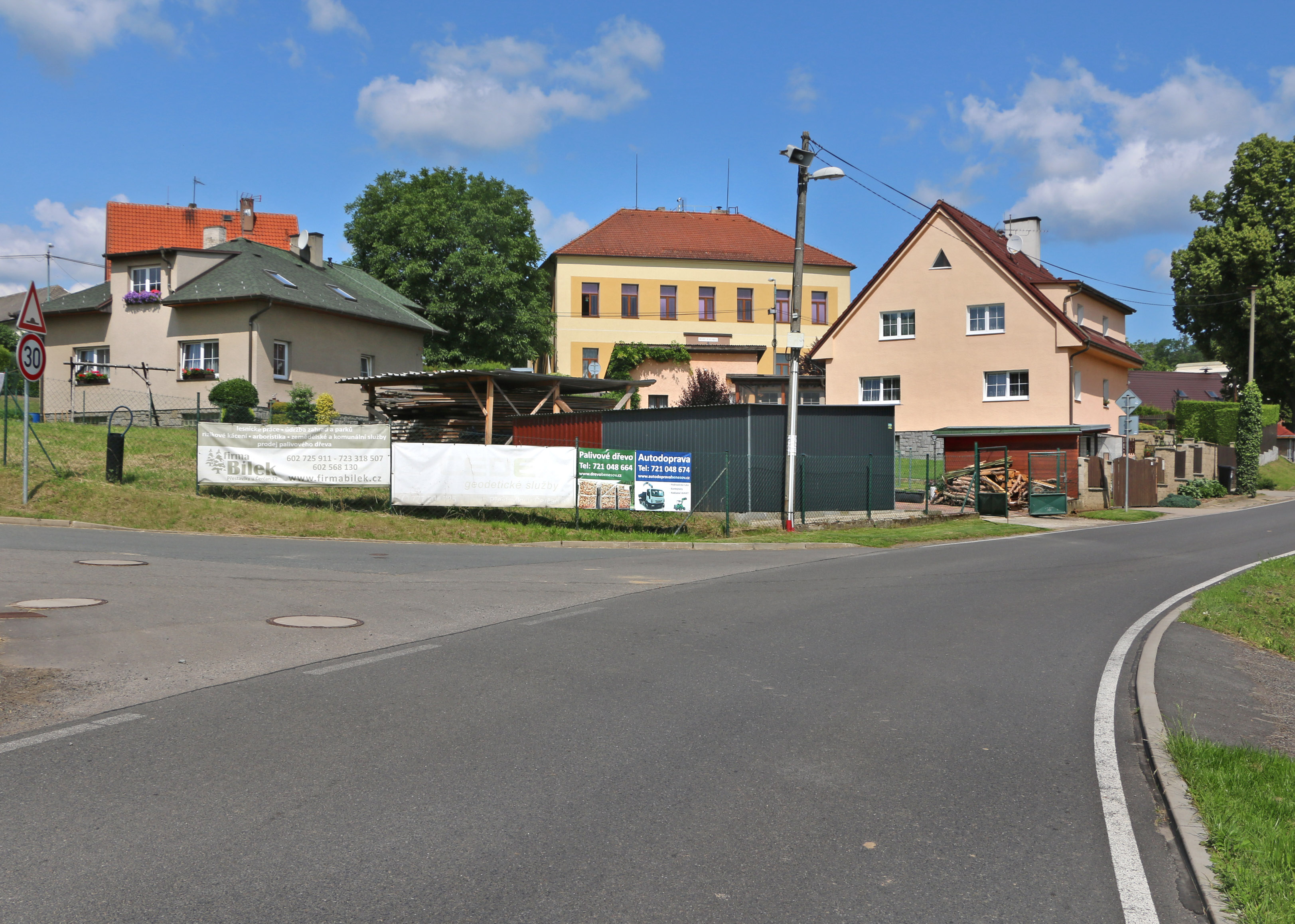
Silnice v Přestavlkách u Čerčan

- Přestavlky u Čerčan
- rozcestí Bezděkov/Vranovská Lhota
- Vranov
- křížení s D1 (exit 29)
- odpočívadlo Naháč
- Komorní Hrádek
- Chocerady (napojení na II/113)

## Vodstvo na trase
Na svém počátku v Poříčí nad Sázavou překonává Sázavu. Na okraji Čerčan vede přes Benešovský potok, u Vranova přes Drhlavský potok a u Naháče přes Naháčský potok.